# DEDD
DEDD‏ (Death effector domain containing) هوَ بروتين يُشَفر بواسطة جين DEDD في الإنسان.